# Певний Олександр Герасимович
Олександр Герасимович Певний (* 1881, Кременчук — † 22 жовтня 1937, Київ) — український драматичний актор і співак. Відомий за виступами у Театрі Миколи Садовського в Києві. Брат режисера і актора Миколи Певного, журналіста і політика Петра Певного.

## Життєпис
Олександр Певний народився у 1881 в м. Кременчук.
Акторську діяльність розпочав у Полтавському українському музично-драматичному гуртку. Згодом вступив до Оперного трудового колективу в Полтаві.
З 1906 — в театрі М. Садовського. «Мав прекрасні сценічні дані — високу струнку постать, гарне обличчя, дзвінкий голос, легку збудливість», — згадував про його роботу в цьому театрі Василь Василько.
Працював в театрі Садовського до 1909 року. У 1914 році після того, як театр залишив Іван Мар'яненко, Садовський знову запросив Олександра Певного в театр на амплуа коханців.
Працював у цьому театрі також в 1917.
Був одружений з актрисою Ганною Іванівною Персіяновою, з якою мав три доньки: Євгенію (Жовінська), Ірину, Галину і сина В'ячеслава.
Олександр Певний був завідувачем Банкової Палати, а на час арешту (1937) працював старшим бухгалтером Книгокульторгу.
Заарештований 30 травня 1937 органами НКВС УРСР — був безпідставно звинувачений і засуджений військовим трибуналом Київського військового округу 21 серпня 1937 року до розстрілу. Вирок був виконаний 22 жовтня 1937 в м. Києві, в Биківнянському лісі, а його дружина Ганна Певна була репресована та вивезена в Бірськ (Башкирія), де загинула 1941 року.
Після перегляду кримінальної справи згідно із Законом України «Про реабілітацію жертв політичних репресії» від 17 квітня 1991 О. Г. Певний був реабілітований за висновком Київського військового округу від 30 квітня 1992.
На початку 1990-х в музеї Марії Заньковецької в Києві відбувся пам'ятний вечір, на якому з промовою виступили його наймолодша донька Галина Олександрівна Певна (Догодіна), донька Галини — Ірина Михайлівна Догодіна та племінник Богдан Петрович Певний.

## Ролі
- Гриць («Ой не ходи, Грицю» М. Старицького)
- Зозуля («Хазяїн» І. Карпенка-Карого)
- Баренд («Загибель „Надії“» Г. Гейєрманса)
- Вагнер («Казка старого млина» С. Черкасенка)

Добре грав так звані «салонні» ролі — Граф («Життєйське море» І. Карпенка-Карого).